# هواوي أونور 4 إكس
هواوي أونور 4 إكس (بالإنجليزية: Huawei Honor 4X)‏ هاتف ذكي ثنائي الشريحة أنتجته شركة هواوي يعمل بنظام الأندرويد.

## مواصفات الجهاز[1][2][3]
- شاشة بقياس 5.5 بوصة من نوع إل سي دي IPS بدقة 720 × 1280 مع كثافة ألوان 267 بيكسل في البوصة الواحدة.
- لوحة معالجة هايسيلكون كيرين 620 ثماني النواة 1.2 جيجا هرتز من نوع Cortex A-53 ، وذاكرة عشوائية 2 جيجا بايت.
- أندرويد 4.4 كيت كات بواجهة مستخدم إموشين UI 3.0.
- ذاكرة داخلية 8 جيجا بايت، يمكن زيادتها إلى 32 جيجا بإضافة كارت خارجي.
- كاميرا أمامية بدقة 5 ميجا بيكسل وكاميرا خلفيه بدقة 13 ميجا بيكسل مع فلاش ثبل، مع تصوير فيديو بدقة 1080 بيكسل.
- بطارية ليثيوم غير قابلة للإزالة بسعة 3000 مللي أمبير.
- تصميم الجهاز بالكامل من البلاستيك، مع ظهر مزخرف يُمكن إزالته لتركيب كارت الذاكرة الخارجي والشريحتين.
- حجم الهاتف 152.9×77.2 مم، بسمك 8.7 مم ووزن خفيف 165 جرامًا.